# Struhalův dub
Struhalův dub je památný strom dub letní v Bohuslavicích (okres Opava) v Opavské pahorkatině, který se vyznačuje svou polohou u kupecké cesty, je jedním z nejmohutnějších dubů Moravskoslezského kraje. Podle informační tabule, nacházející se poblíž stromu, se jeho stáří odhaduje na více než 400 let a přízvisko „Struhalův“ dub získal podle majitele přilehlých polí.
Strom byl vyhlášen za památný 1. září 2011. Obvod kmene ve výšce 1,3 m je 660 cm, výška stromu je 27 m. 
Na kmeni je zavěšen obrázek Panny Marie. „Záplaty“ na stromě se nacházejí v místech po vylámaných větvích. Strom ještě více vynikl po vykácení okolního lesa.